# Туров, Николай Андреевич
Николай Андреевич Туров (1930—2021) — советский передовик производства, бригадир каменщиков строительно-монтажного управления «Саратовхимтяжстрой» Министерства строительства предприятий тяжёлой индустрии СССР. Герой Социалистического Труда (1974).

## Биография
Родился 19 февраля 1930 года в селе Новопавловка Азово-Черноморского края в русской крестьянской семье. 
До начала Великой Отечественной войны успел окончить только три класса сельской школы. С 1941 по 1943 годы пережил гитлеровскую оккупацию Кубани, свою трудовую деятельность Н. А. Туров начал в годы Великой Отечественной войны пастухом в  селе Новопавловка, Белоглинского района Краснодарского края. 
С 1949 года после окончания Грозненской школы фабрично-заводского ученичества в Чечено-Ингушской АССР, получил профессию — каменщика. С 1949 по 1953 годы был призван в ряды Советской армии. С 1953 года после демобилизации из рядов Советской армии начал работать в городе Саратове и Саратовской области каменщиком на строительстве нефтеперерабатывающего завода, жилого и социально-бытового фонда. Позже Н. А. Туров был назначен бригадиром каменщиков строительно-монтажного управления №4 треста №1 «Саратовхимтяжстрой» Министерства строительства предприятий тяжёлой индустрии СССР по Саратовской области. Во главе строительной бригады СМУ треста «Саратовхимтяжстрой» Н. А. Туров добился высоких производственно-строительных показателей, выполнения и перевыполнения взятых на себя обязательств по массовому строительству. 
11 августа 1966 года Указом Президиума Верховного Совета СССР «за трудовые достижения в строительстве» Николай Андреевич Туров был награждён Орденом Знак Почёта.
7 мая 1971 года Указом Президиума Верховного Совета СССР «за выдающиеся трудовые достижения в строительстве» Николай Андреевич Туров был награждён Орденом Ленина.
8 января 1974 года Указом Президиума Верховного Совета СССР «за выдающиеся успехи в выполнении и перевыполнении планов 1973 года и принятых социалистических обязательств» Николай Андреевич Туров был удостоен звания Героя Социалистического Труда с вручением Ордена Ленина и золотой медали «Серп и Молот».
Помимо основной деятельности Н. А. Туров занимался и общественно-политической работой многократно избирался членом Саратовского областного комитета КПСС. 
После выхода на заслуженный отдых, жил в городе Саратове. 

## Награды
- Медаль «Серп и Молот» (08.01.1974)
- Орден Ленина (07.05.1971, 08.01.1974)
- Орден Знак Почёта (11.08.1966)